# Леонтьев, Дмитрий Николаевич
 Дмитрий Николаевич Леонтьев  (14 марта 1840 — 7 мая 1892) — русский военный деятель, генерал-лейтенант, участник русско-турецкой войны. Автор монографии «Материалы для родословия дворян Леонтьевых и Петрово-Солововых» (Казань, 1881).

## Биография
Происходил из дворян Леонтьевых Казанской губернии. Отец — Николай Дмитриевич Леонтьев (1810—1877); мать — Анна Николаевна, урождённая Колбецкая. Имел трёх сестёр: Софья (1844 — после 1892), Вера (1844—?) и Надежда (1845—?; в замужестве Донаурова).
Окончил курс наук в Михайловском артиллерийском училище и в Михайловской артиллерийской академии — по 1-му разряду; 30 июня 1858 года был зачислен по полевой пешей артиллерии прапорщиком, с назначением в Михайловскую артиллерийскую академию.
Прикомандирован 6 августа 1860 года к лейб-гвардейской конной артиллерии; 24 мая 1861 года назначен мировым посредником по крестьянским делам Чебоксарского уезда Казанской губернии, а 10 июня того же года переведён в гвардейскую конную артиллерию с зачислением в батарейную батарею.
Командирован 30 сентября 1866 года в Оренбургский край для введения в казачьей кавалерии нового конного артиллерийского устава; 10 июня 1867 года назначен в распоряжение главного артиллерийского управления; с 22 января 1868 года — член Ташкентской организационной комиссии; с 30 августа того же года состоял при посольстве в Париже в должности помощника военного агента.
Состоял при Его Императорском Высочестве генерал-инспекторе кавалерии; 30 августа 1872 года произведён в полковники, а 29 октября того же года прикомандирован к лейб-гвардейскому конному полку для годичного командования эскадроном. Но уже 17 января 1873 года командирован в распоряжение главного начальника Оренбургского военного округа; 8 августа того же года назначен командиром Башкирского эскадрона.
В 1875 году, 22 июля, назначен командиром дивизии, 5 февраля 1877 года назначен командиром 7 драгунского полка; генерал-майор со старшинством — с 14 января 1878 года. Был назначен в распоряжение командующего войсками Казанского военного округа — 3 июня 1880 года.
С 19 июня 1889 года — командующий 14 кавалерийской дивизией; 30 августа того же года был произведён в генерал-лейтенанты; 21 июля 1891 года назначен состоять при военном министре для поручений по кавалерийской части.
Похоронен в некрополе Зилантового монастыря.
Имел двух сыновей: Николая (1865—?) и Александра (1869—?).

## Награды
- Орден Святой Анны 3-й ст. с мечами и бантом (1867)
- Орден Святого Станислава 2-й ст. (1869)
- Орден Святого Владимира 4-й ст. (1870)
- Золотое оружие «За храбрость» (1873)
- Орден Святой Анны 2-й ст. с мечами и бантом (1874)
- Орден Святого Владимира 3-й ст. (1878)
- Орден Святого Станислава 1-й ст. (1881)
- Орден Святой Анны 1-й ст. (1885)
- Медаль «За Хивинский поход»
- Медаль «В память русско-турецкой войны 1877—1878»